# 番場殿
番場殿（ばんばどの）は、戦国時代の女性。美濃国守護、土岐頼芸の娘。紀州土岐氏頼忠流の祖、頼忠の同母妹である。

## 生涯
生没年不詳。土岐頼芸の次女として誕生。
斎藤道三による土岐氏美濃追放の後、同母兄頼忠と大坂に居住し、豊臣秀吉の養女豪姫の上臈となる。

## 系譜
- 父：土岐頼芸（1502-1582）
- 母：六角定頼女
- 夫：土肥氏
  - 子：土肥久左衛門